# Економічна безпека
Економічна безпека — це комплекс дієвих заходів офіційних державних органів, які забезпечують стійкість до зовнішніх та внутрішніх загроз, характеризують здатність національної економіки до розширеного самовідтворення та задоволення потреб громадян, суспільства і держави на певному визначеному рівні та часовому проміжку. 

## Основні напрями
Економічна безпека — стан економіки, при якому забезпечується досить високе і стійке економічне зростання; ефективне задоволення економічних потреб; контроль держави за рухом і використанням національних ресурсів; захист економічних інтересів країни на національному і міжнародному рівнях. Складова частина національної безпеки, її фундамент і матеріальна основа. Об'єктом економічної безпеки виступає як економічна система узята в цілому, так і її складові елементи: природні багатства, виробничі і невиробничі фонди, нерухомість, фінансові ресурси, людські ресурси, господарські структури, сім'я, особа.
Економічна безпека — є складовою частиною національної безпеки.
Безпека економічна – цілісна система економічних, правових, організаційних, політичних та правоохоронних заходів забезпечення захисту економічної системи від існуючих та можливих майбутніх загроз,  негативного впливу внутрішнього та зовнішнього середовища; стан економіки та її різних сегментів (матеріальної, фінансової, банківської, інвестиційної, податкової систем), при якому забезпечується достатній економічний та оборонний потенціал, гарантований захист національних інтересів, здатність забезпечувати мінімально необхідний обсяг виробництва продуктів та товарів для її самостійного виживання, розвитку та  економічного благополуччя; захист економічних інтересів країни на національному й міжнародному рівнях; належна протидії економічним злочинам. 

## Безпека конкретних підприємств
Екологічна безпека підприємства - це захист від руйнівного впливу природних, техногенних чинників і наслідків господарської діяльності підприємства.
Якщо розглядати економічну безпеку підприємства, то до її складових  більшість науковців відносять такі, як:
— фінансова (досягнення найбільш ефективного використання ресурсів);
— політикоправова (дотримання чинного законодавства, всебічне правове забезпечення правової діяльності підприємства);
— інтелектуальна і кадрова (збереження і розвиток інтелектуального потенціалу підприємства, ефективне управління персоналом);
— технікотехнологічна (ступінь відповідності застосованих на підприємстві технологій сучасним світовим аналогам за умови оптимізації витрат ресурсів);
— інформаційна (ефективне інформаційно-аналітичне забезпечення господарської діяльності підприємства); — екологічна (дотримання чинних екологічних норм);
— силова (забезпечення фізичної безпеки працівників підприємства).
Інвестиційна безпека регіону — стан захищеності регіональної економічної системи та інвесторів від деструктивного впливу ризиків інвестиційної діяльності, за якого за рахунок інвестицій забезпечується розширене відтворення основного й оборотного капіталів регіону.

## Загрози економічної безпеки
Загрози економічної безпеки — явища і процеси, що впливають негативно на господарство країни, що утискають економічні інтереси особи, суспільства і держави.

## Показники економічної безпеки
Показники економічної безпеки — це найбільш значущі параметри, що дають загальне уявлення про стан економічної системи в цілому, її стійкості і мобільності: зростання ВВП, рівень і якість життя більшості населення, темпи інфляції, рівень безробіття, структура економіки, майнове розшарування населення, криміналізація економіки, стан технічної бази господарства, витрати на науково-дослідні роботи, конкурентоспроможність, імпортна залежність, відкритість економіки, внутрішній і зовнішній борг держави.